# Saint-Grégoire-du-Vièvre

Saint-Grégoire-du-Vièvre este o comună în departamentul Eure, Franța. În 1 ianuarie 2022 avea o populație de 312 de locuitori.